# Хонда, Марин
Марин Хонда (яп. 本田 真凜, род. 21 августа 2001, Киото, Япония) — японская фигуристка, выступающая в одиночном катании. Чемпионка мира среди юниоров (2016), вице-чемпионка мира среди юниоров (2017), бронзовая медалистка финала юниорского Гран-при (2015), победительница юниорского Кубка Азии (2016), победительница турнира серии «Челленджер» U.S. Classic (2017).
Согласно сайту Японской федерации катания на коньках, является членом основного тренировочного состава (яп. 特別強化選手) по фигурному катанию.
По состоянию на 20 ноября 2021 года занимает 53-е место в рейтинге Международного союза конькобежцев.

## Биография
Марин Хонда родилась 21 августа 2001 года в городе Киото. Начала кататься на коньках с 2003 года. Её младшая сестра Мию Хонда — известная в Японии молодая актриса и тоже фигуристка. Также занимается фигурным катанием её самая младшая сестра Сара. А старший брат Таити Хонда, тоже фигурист, в январе 2017 года стал вторым на Чемпионате Японии по фигурному катанию среди учащихся старшей школы.
Снялась в телевизионном фильме Skate Gutsu no Yakusoku (яп. スケート靴の約束) (2013, вместе с сестрой Мию) и в нескольких рекламных роликах.

## Карьера
|                                                                       |  |
| Короткая и произвольная программы, Чемпионат мира среди юниоров 2016. |  |

### Ранние годы
В 2013 году она дебютировала на первенстве Японии по фигурному катанию среди юниоров. Где сразу финишировала пятой. 
Через два года она дебютировала на юниорских этапах Гран-при в США (финишировала второй) и в Хорватии, где финишировала первой. Что дало ей возможность выступать на юниорском финале Гран-при в Барселоне, где она выиграла бронзовую медаль. В это же год в конце декабря она дебютировала на национальном чемпионате, где пришла к финишу в конце десятки. 
В марте в Дебрецене на мировом юниорском чемпионате она в сложной борьбе выиграла золотую медаль.

### Сезон 2016/2017
Новый предолимпийский сезон фигуристка начала летом 2016 года на юниорском Кубке Азии, который она выиграла. Осенью японка выступала на юниорских этапах Гран-при, дома и в Словении, где она дважды финишировала второй. В декабре 2016 года фигуристка, приехав в Марсель принять участие в проходившем там финале Юниорского гран-при, заболела гриппом. Соревнования ей пришлось пропустить. 
Позже в том же месяце приняла участие во взрослом чемпионате Японии, став четвёртой. В середине марта она выступала в Тайбэе на юниорском мировом чемпионате, где в сложной борьбе сумела занять второе место. При этом она улучшила все свои прежние спортивные достижения.

### Сезон 2017/2018
В сентябре японская одиночница начала олимпийский сезон в Солт-Лейк-Сити, где на турнире U.S. International Figure Skating Classic она уверенно выиграла первое место. Через полтора месяца фигуристка дебютировала в серии Гран-при на канадском этапе, где она финишировала в середине турнирной таблицы, при этом провалила короткую программу. Через две недели на китайском этапе серии Гран-при в Пекине, она финишировала в середине турнирной таблицы. 
В конце декабря на национальном чемпионате Марин выступила не совсем удачно, она финишировала в конце десятки. По окончании олимпийского сезона фигуристка сменила тренера и перешла к Рафаэлю Арутюнану.

## Спортивные достижения

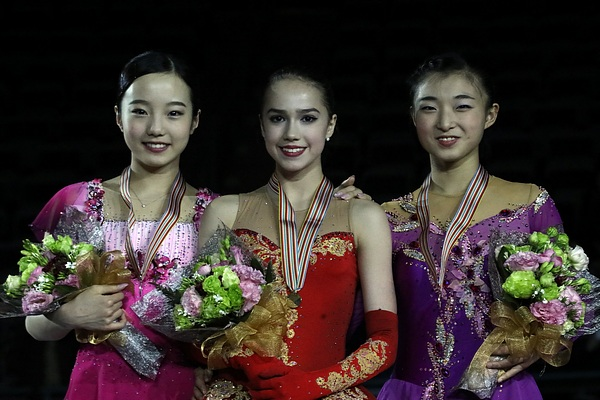
Призёры чемпионата мира среди юниоров 2017 (слева направо): Марин Хонда (серебро), Алина Загитова (золото), Каори Сакамото (бронза)

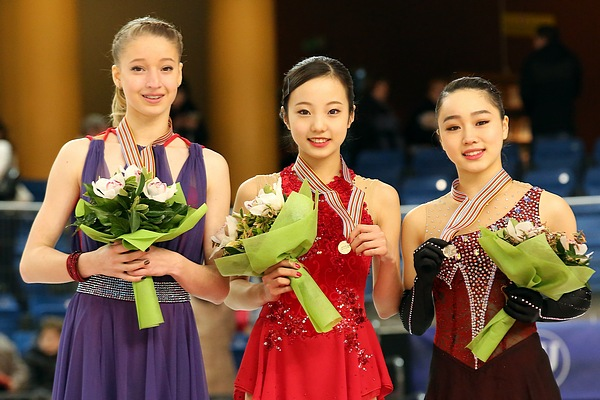
Призёры юниорского чемпионата мира 2016 (слева направо): Мария Сотскова (серебро), Марин Хонда (золото), Вакаба Хигути (бронза)

| Соревнования                             | 12/13         | 13/14         | 14/15         | 15/16         | 16/17         | 17/18         | 18/19         | 19/20         | 20/21         | 21/22         |
| Международные                            | Международные | Международные | Международные | Международные | Международные | Международные | Международные | Международные | Международные | Международные |
| ---------------------------------------- | ------------- | ------------- | ------------- | ------------- | ------------- | ------------- | ------------- | ------------- | ------------- | ------------- |
| Этапы Гран-при: Cup of China             |               |               |               |               |               | 5             |               | 7             |               |               |
| Этапы Гран-при: Internationaux de France |               |               |               |               |               |               | 6             |               |               |               |
| Этапы Гран-при: NHK Trophy               |               |               |               |               |               |               | 8             |               | 9             |               |
| Этапы Гран-при: Skate America            |               |               |               |               |               |               | 8             |               |               |               |
| Этапы Гран-при: Skate Canada             |               |               |               |               |               | 5             |               | 6             |               |               |
| Челленджеры. Nebelhorn Trophy            |               |               |               |               |               |               | 6             | 5             |               |               |
| Челленджеры. U.S. Classic                |               |               |               |               |               | 1             |               |               |               |               |
| Bavarian Open                            |               |               |               |               |               |               |               | 2             |               |               |
| Challenge Cup                            |               |               |               |               |               | 3             |               |               |               |               |
| Национальные                             |               |               |               |               |               |               |               |               |               |               |
| Чемпионаты Японии                        |               |               |               | 9             | 4             | 7             | 15            | 8             |               | 21            |
| Первенство Японии среди юниоров          |               | 5             | 4             | 6             | 3             |               |               |               |               |               |
| Международные среди юниоров              |               |               |               |               |               |               |               |               |               |               |
| Чемпионаты мира среди юниоров            |               |               |               | 1             | 2             |               |               |               |               |               |
| Финалы юниорского Гран-при               |               |               |               | 3             | WD            |               |               |               |               |               |
| Этапы юниорского Гран-при: Хорватия      |               |               |               | 1             |               |               |               |               |               |               |
| Этапы юниорского Гран-при: Япония        |               |               |               |               | 2             |               |               |               |               |               |
| Этапы юниорского Гран-при: Словения      |               |               |               |               | 2             |               |               |               |               |               |
| Этапы юниорского Гран-при: США           |               |               |               | 2             |               |               |               |               |               |               |
| Asian Trophy                             |               | 2N.           | 3N.           | 2J.           | 1J.           |               |               |               |               |               |
| Bavarian Open                            |               |               | 1N.           |               |               |               |               |               |               |               |
| Coupe du Printemps                       |               | 2N.           |               |               |               |               |               |               |               |               |
| Triglav Trophy                           | 1N.           |               |               |               |               |               |               |               |               |               |

## Фильмография

### Телевизионные фильмы (дорамы)
- Skate Gutsu no Yakusoku (яп. スケート靴の約束) (25 декабря 2013, TV Aichi) — в роли Масами Сакаи

### Реклама
- Sharp Aquos 4K[англ.] (2014)
- Lotte Chana Ice[англ.]